# Кано (певица)
Кано (яп. 鹿乃, род. 24 декабря) — японская певица и виртуальный ютубер. Исполнитель лейбла Imperial Records.

## Биография
Музыкальную деятельность Кано начала в 2010 году с загрузок песен на японский видеохостинг Nico Nico Douga. 20 мая 2015 года она выпустила дебютный сингл «Stella-rium», заглавная песня которого использовалась в качестве открывающей композиции аниме-сериала Wish Upon the Pleiades. Второй сингл, «Dear Brave» (ディアブレイブ), вышел 18 ноября 2015 года; его заглавная песня послужила первой финальной темой аниме Heavy Object.
7 сентября 2016 года был выпущен третий сингл певицы, «Nameless», заглавная песня которого стала закрывающей композицией аниме Alderamin on the Sky. Четвёртый сингл «Day by Day» был издан 24 мая 2017 года; заглавная песня послужила финальной темой аниме Sword Oratoria. В 2018 году стало известно, что Кано будет создавать образцы голоса для японской версии китайского вокалоида Ло Тяньи.
27 ноября 2019 года Кано выпустила сингл «Hikari no Michishirube» (光の道標), заглавная песня которого использовалась как закрывающая композиция аниме Azur Lane. В 2020 году Кано сообщила, что дебютирует в качестве виртуального ютубера. 2 сентября того же года вышел её сингл «Nadamesukashi Negotiation» (なだめスかし Negotiation); версия песни, исполненная в дуэте с актрисой озвучивания Наоми Одзорой, стала начальной темой аниме Uzaki-chan Wants to Hang Out!.

## Дискография

### Синглы
| Дата выхода     | Название                                               | Высшая позиция в чарте Oricon |
| --------------- | ------------------------------------------------------ | ----------------------------- |
| 20 мая 2015     | «Stella-rium»                                          | 28                            |
| 18 ноября 2015  | «Dear Brave» (ディアブレイブ)                          | 38                            |
| 7 сентября 2016 | «Nameless»                                             | 38                            |
| 24 мая 2017     | «Day by Day»                                           | 41                            |
| 27 ноября 2019  | «Hikari no Michishirube» (光の道標)                    | 32                            |
| 2 сентября 2020 | «Nadamesukashi Negotiation» (なだめスかし Negotiation) | 24                            |

### Мини-альбомы
| Дата выхода      | Название                                          | Высшая позиция в чарте Oricon |
| ---------------- | ------------------------------------------------- | ----------------------------- |
| 25 сентября 2019 | Itsuka no Yakusoku o Kimi ni (いつかの約束を君に) | 57                            |

### Альбомы
| Дата выхода     | Название                        | Высшая позиция в чарте Oricon |
| --------------- | ------------------------------- | ----------------------------- |
| 11 мая 2016     | Nowhere                         | 11                            |
| 20 декабря 2017 | Alstroemeria (アルストロメリア) | 50                            |
| 19 декабря 2018 | Rye                             | 39                            |
| 4 марта 2020    | Yuanfen                         | 20                            |